# Crítica del budisme
La crítica del budisme, igual que la crítica a la religió en general, es pot trobar en els qui estan en desacord amb les afirmacions de preguntes, creences o altres factors de diverses escoles budistes. Algunes denominacions budistes, molts països predominantment budistes i els líders budistes han estat criticats d'una manera o altra. Les fonts d'aquesta crítica pot provenir de grups com els agnòstics, els escèptics, la filosofia antireligiosa, els partidaris d'altres religions o pels budistes que pretenen una reforma o simplement, expressar el seu disgust.
Les crítiques inclouen la creença que entre les diverses cultures budistes i en les institucions budistes, no tots són fidels als principis budistes originals. Sam Harris, un defensor destacat de l'anomenat nou ateisme i practicant de la meditació budista afirma que molts practicants del budisme el maltracten i les seves creences són sovint "ingènues i dins la superstició", i que això impedeix l'adopció dels veritables principis budistes.
Alguns crítics afirmen que els seguidors budistes i alguns dels seus líders han caigut en el materialisme i són corruptes, amb un interès indegut per la riquesa i el poder en lloc de la recerca dels principis budistes.